# 中津村 (長野県北佐久郡)
中津村（なかつむら）は、長野県北佐久郡にあった村。江戸時代には中山道の宿場町（塩名田宿）があった。昭和の大合併で消滅。現在の佐久市塩名田・御馬寄にあたる。

## 地理
- 河川：千曲川

## 歴史

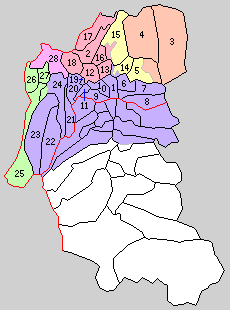
北佐久郡（町村制施行時）
1.岩村田町 2.小諸町 3.東長倉村 4.西長倉村 5.伍賀村 6.平根村 7.三井村 8.志賀村 9.高瀬村 10.中佐都村 11.中津村 12.三岡村 13.南大井村 14.御代田村 15.小沼村 16.北大井村 17.大里村 18.川辺村 19.五郎兵衛新田村 20.南御牧村 21.布施村 22.春日村 23.協和村 24.本牧村 25.芦田村 26.横鳥村 27.三都和村 28.北御牧村
現在の行政区画
紫：佐久市 赤：小諸市 桃：東御市 橙：軽井沢町 黄：御代田町 緑：立科町

- 1889年（明治22年）4月1日 - 町村制の施行により、塩名田村・御馬寄村の区域をもって発足。
- 1955年（昭和30年）1月15日 - 五郎兵衛新田村・南御牧村と合併して浅科村が発足。同日中津村廃止。

## 交通

### 鉄道路線
現在は旧村域を北陸新幹線が通過するが、当時は未開通。

### 道路
- 中山道

## 遺構

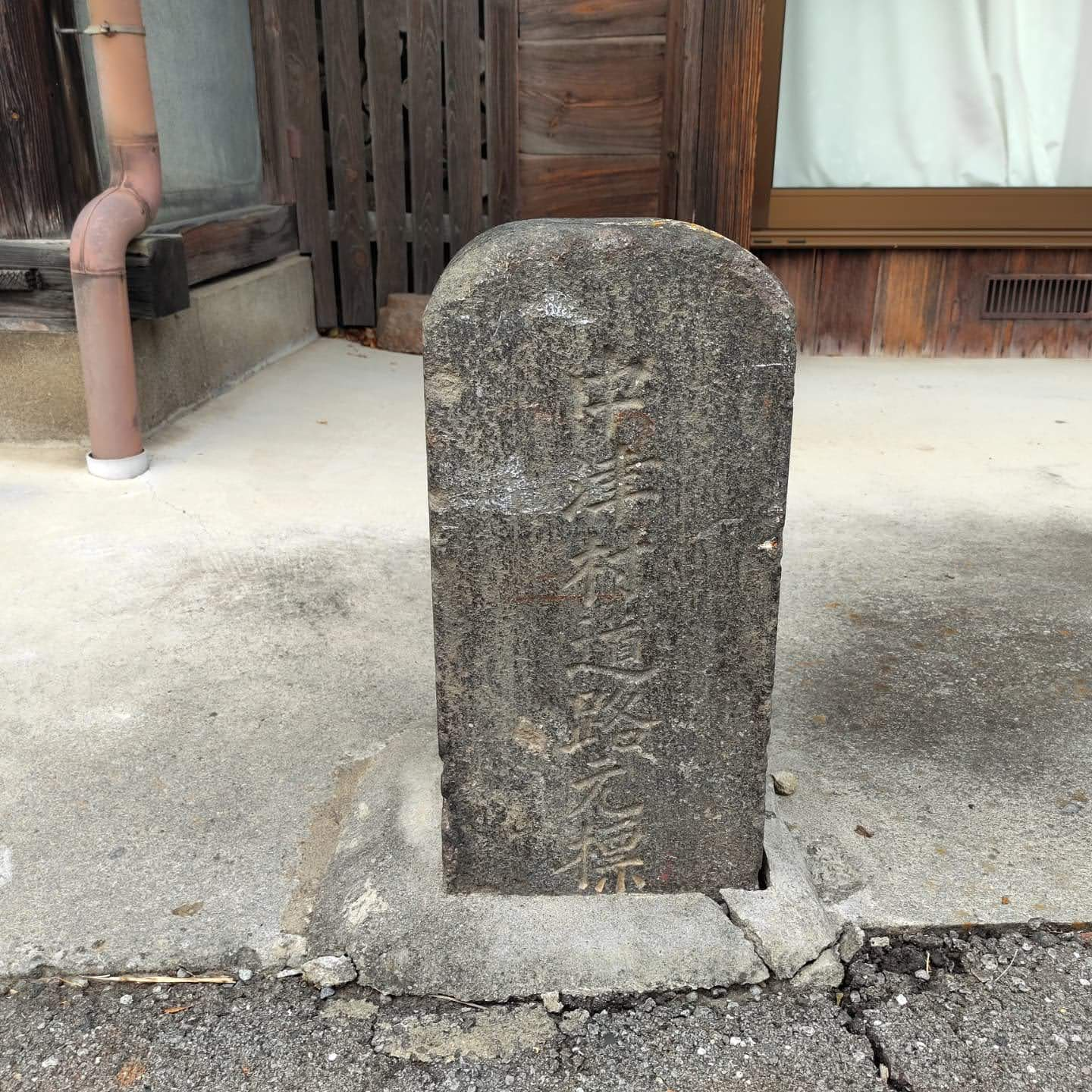
中津村道路元標

- 中津村道路元標中津村道路元標-大正道路法で設置が義務付けられた道路元標。塩名田宿の旧北国街道沿いに設置されている。